# Hafferia fortis
El hormiguero tiznado (en Ecuador y Perú) (Hafferia fortis), también denominado hormiguero negruzco u hormiguero cariazul (en Colombia), es una especie de ave paseriforme de la familia Thamnophilidae perteneciente al género Hafferia. Anteriormente formaba parte del amplio género Myrmeciza, de donde fue separada recientemente, en 2013. Es nativo del occidente y parte del centro de la cuenca amazónica en Sudamérica.

## Distribución y hábitat
Se distribuye en el sur de Colombia, este de Ecuador, este de Perú, oeste de la Amazonia brasileña y  noroeste de Bolivia. Ver detalles en Subespecies.
Esta especie es poco común en su hábitat natural: el sotobosque denso de tierras bajas y del piedemonte, en bosques de terra firme, por debajo de los 1200 m de altitud.

## Descripción
Mide 18,5 cm de longitud. Presenta piel periorbital color azul blancuzco  e iris rojo. El plumaje del macho es gris negruzco como hollín, con el píleo negro y una delgada línea blanca en la curva de las alas. La hembra tiene corona color castaño rufo; las partes superiores grisáceas con tonos marrón arriba; alas y cola con tonos castaño rufo; y la cabeza y las partes inferiores grises.

## Alimentación
Se alimenta de artrópodos. Frecuentemente sigue a las hormigas guerreras para atrapar las presas que huyen.

## Sistemática

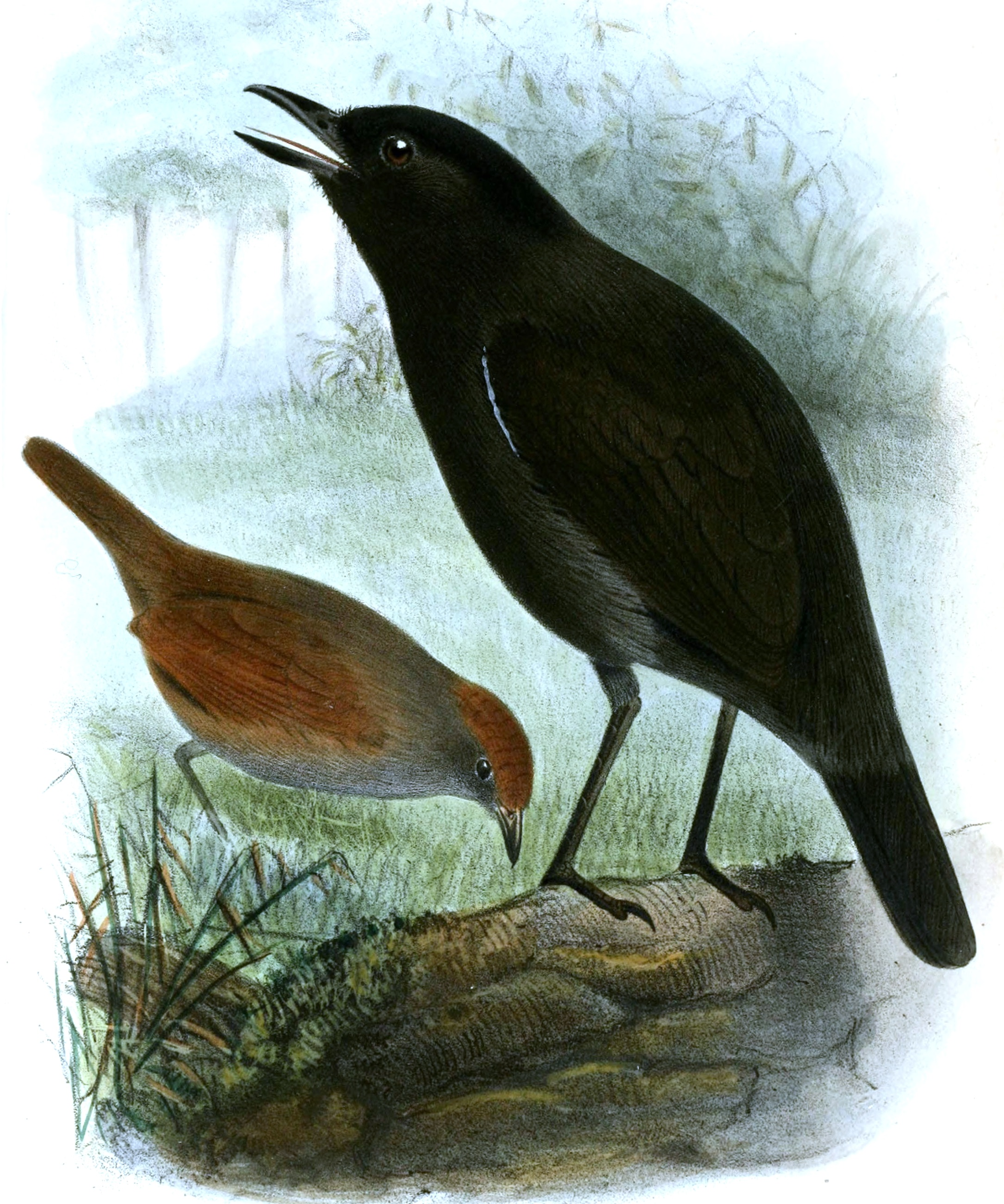
Percnostola funebris sinónimo de Hafferia fortis, macho a la derecha y hembra a la izquierda. Ilustración de Joseph Smit en Proceedings of the Zoological Society of London, 1867.

### Descripción original
La especie H. fortis fue descrita por primera vez por los zoólogos británicos Philip Lutley Sclater y Osbert Salvin en 1868 bajo el nombre científico Percnostola fortis; la localidad tipo es: «Pebas y Chayahuitas, Loreto, Perú.»

### Etimología
El nombre genérico «Hafferia» homenajea al ornitólogo alemán Jürgen Haffer (1932-2010); y el nombre de la especie «fortis», del latín: robusto, fuerte.

### Taxonomía
Los amplios estudios de Isler et al. (2013) confirmaron lo que diversos autores ya habían sugerido: que el género Myrmeciza era altamente polifilético. En relación con las entonces Myrmeciza fortis, M. zeledoni y M. immaculata, Isler et al. 2013 demostraron la afinidad entre ellas y que formaban parte de un gran clado, con Myrmeciza longipes en la base e incluyendo a las entonces M. goeldii y M. melanoceps, al género Myrmoborus junto a Percnostola lophotes, a los géneros Gymnocichla, Pyriglena y el resto de Percnostola; a este complejo grupo lo denominaron  «clado longipes», dentro de una tribu Pyriglenini. Para resolver esta cuestión taxonómica, propusieron agrupar a las tres especies en un nuevo género. Como no había ningún nombre anterior disponible propusieron el nombre Hafferia.
Los cambios fueron adoptados por la clasificación Clements checklist, mientras el Congreso Ornitológico Internacional (IOC 2017, versión 7.3), todavía no ha adoptado estos profundos cambios taxonómicos.

### Subespecies
Según la clasificación del (IOC) (Versión 7.3, 2017) y Clements Checklist v.2017, se reconocen 2 subespecies, con su correspondiente distribución geográfica:
- Hafferia fortis fortis (P. L. Sclater & Salvin, 1868) – sur de Colombia (extremo este de Cauca, extremo este de Nariño, Caquetá, Putumayo, Amazonas), est de Ecuador, este de Perú, oeste de la Amazonia  brasileña (al sur del río Amazonas y oeste del Madeira) y noroeste de Bolivia (Pando y La Paz al este del río Beni).
- Hafferia fortis incanescens (Todd, 1927) – Tonantins, en el río Solimões en el oeste de Amazonas, Brasil.

La subespecie incanescens es de dudosa distinción.